# Hainhofer (Patriziergeschlecht)

Stammwappen

Hainhofer, auch Heinhofer, Haynhofer bzw. Ainhofer, war der Name eines Augsburger Patriziergeschlechts, das 1578 in den Reichsadelsstand erhoben wurde und 1632 als eines der sogenannten „schwedischen Geschlechter“ in den Augsburger Patrizierstand. Die Familie ist Ende des 17. Jahrhunderts im Mannesstamm erloschen.

## Geschichte

### Der Ortsadel von Hainhofen

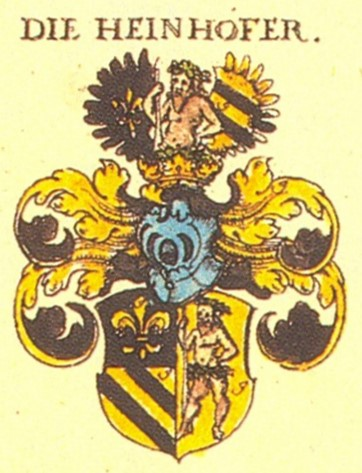
Wappen der Hainhofer im Siebmacher

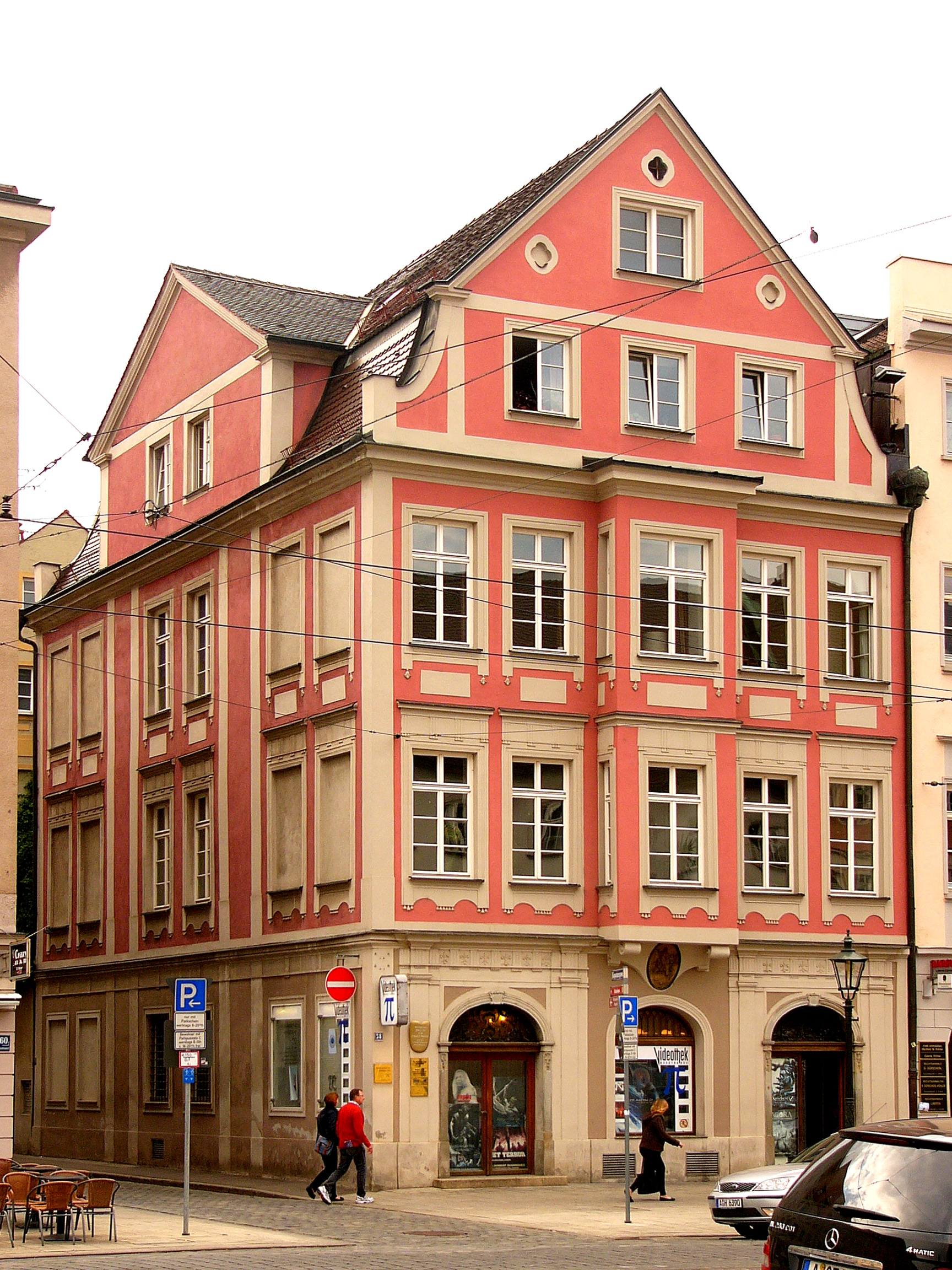
Das Bürgerhaus Maximilianstraße 58 in Augsburg besaß zeitweise Melchior Hainhofer der Ältere

Die Familie führte das Wappen des Ortsadels von Hainhofen, einem heutigen Stadtteil von Neusäß. Die genealogische Zusammenhänge dieses niederen Adelsgeschlechts sind weitgehend unbekannt, auch ob diese Familie jemals Güter in Hainhofen besaß. Der Ort war ein altes Besitztum der Augsburger Bischöfe, die es Ministerialen zum Lehen gaben. 1300 erschienen als Kanoniker des Stiftes St. Peter in Augsburg Konrad und Heinrich de Hainhofen. 1303 schenkte Albrecht „dictus de Hainhofen“ Güter dem Kloster St. Mang in Füssen. 1406 machte der Kaplan von St. Katharina „Ulricus dictus de Heinhofen“ eine Schenkung an das Domkapitel. Von 1490 bis 1514 war Elisabeth von Hainhofen Äbtissin des Klosters Edelstetten. 1543 verkaufte Johann von Hainhofen seine Güter im Allgäu dem Augsburger Bischof Otto von Waldburg.

### Die Hainhofer in Augsburg
Der Genealoge Gerhart Nebinger vermutete das Abkömmlinge derer von Hainhofen ihren Adelsstand einbüßten und im 14. oder 15. Jahrhundert nach Augsburg gezogen sein könnten, wobei erst Nachforschungen in diese Richtung erfolgen müssten. Die Hainhofer gehörten in Augsburg traditionell der Zunft der Gewandschneider an. Die gesicherte Stammreihe beginnt mit Ulrich Hainhofer, der 1370 lebte. Von seinen zwei Söhnen fungierte Ulrich Hainhofer, möglicherweise auch Angehöriger des adligen Geschlechtes, 1403 als Vikar von St. Katharina. Die Linie setzte Sigmund Hainhofer fort, der den Sohn Hans hinterließ. Das Wappen „in Gold einen wilden Mann“ soll auf die Familie von Rosina Meixner, die Hans Hainhofer heiratete, zurückgehen. Sein Sohn Melchior Hainhofer war 1539 der Stube der Kaufleute beigetreten und erhielt 1544 zusammen mit seinem Bruder Balthasar von Kaiser Karl V. ein zweites Wappen. Melchior heiratete die Witwe des reichen Kaufmanns Franz Merz und starb 1577 als ein vermögender Kaufmann. 1578 erhob Kaiser Rudolph II. seine Söhne Matthäus und Melchior Hainhofer in den Reichsadelsstand mit gebesserten Wappen. Melchior Hainhofer gehörte seit 1601 dem Stadtgericht an und wurde 1610 von Kaiser Rudolph II. zum Hofkammerrat erklärt. Der Sohn von Christoph, Matthäus Albrecht Hainhofer trat als Hauptmann in kaiserliche Dienste.

#### Philipp Hainhofer

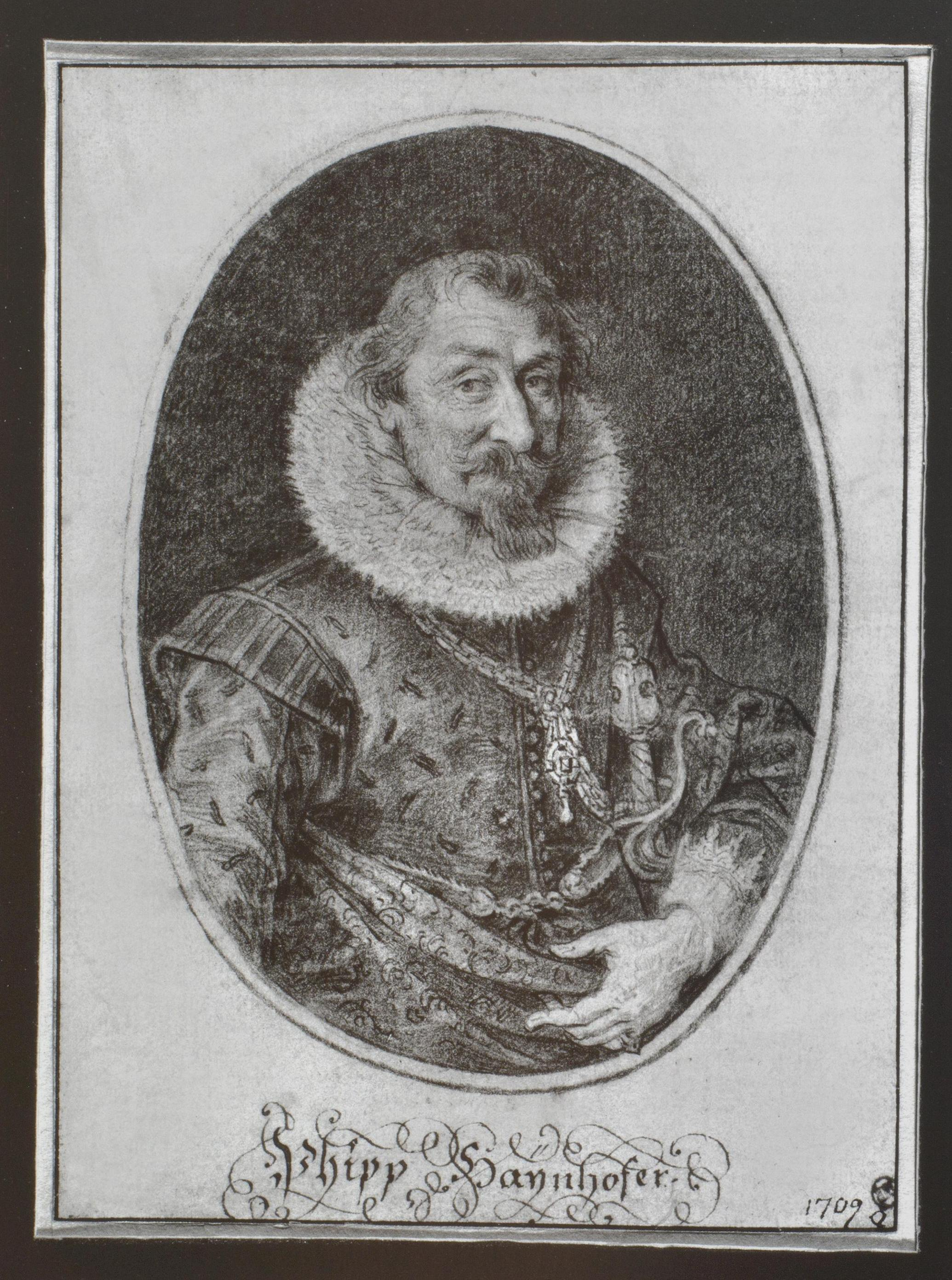
Philipp Hainhofer

Der Sohn von Melchior, Philipp Hainhofer begann nach einem Jurastudium mit dem Warenhandel. Er wurde 1617 Rat des Herzogs von Pommern-Stettin und 1629 des Herzogs von Braunschweig-Lüneburg. Schließlich stieg er und sein Bruder Hieronymus Hainhofer zum Geschlechter auf. 1629 entsandte ihn die evangelische Bürgerschaft als Unterhändler zum Kurfürst von Sachsen. Nach Einzug der Schweden in Augsburg erfolgte 1632 seine Aufnahme in das Patriziat. Darauf bekleidete er im inneren Rat das Amt des Baumeisters. Er besaß eine bedeutende Kunstsammlung, darunter einen pommerschen Kunstschrank. König Gustav Adolf schenkte ihm die Güter Holzhausen, Siebnach und Obermeitingen. Philipp Hainhofer legte zwischen 1596 und 1633 ein Stammbuch „Album Amicorum“ an. Haupterbe war sein Sohn Georg Ulrich Hainhofer, Die Familie ist Ende des 17. Jahrhunderts im Mannesstamm erloschen.

## Genealogie

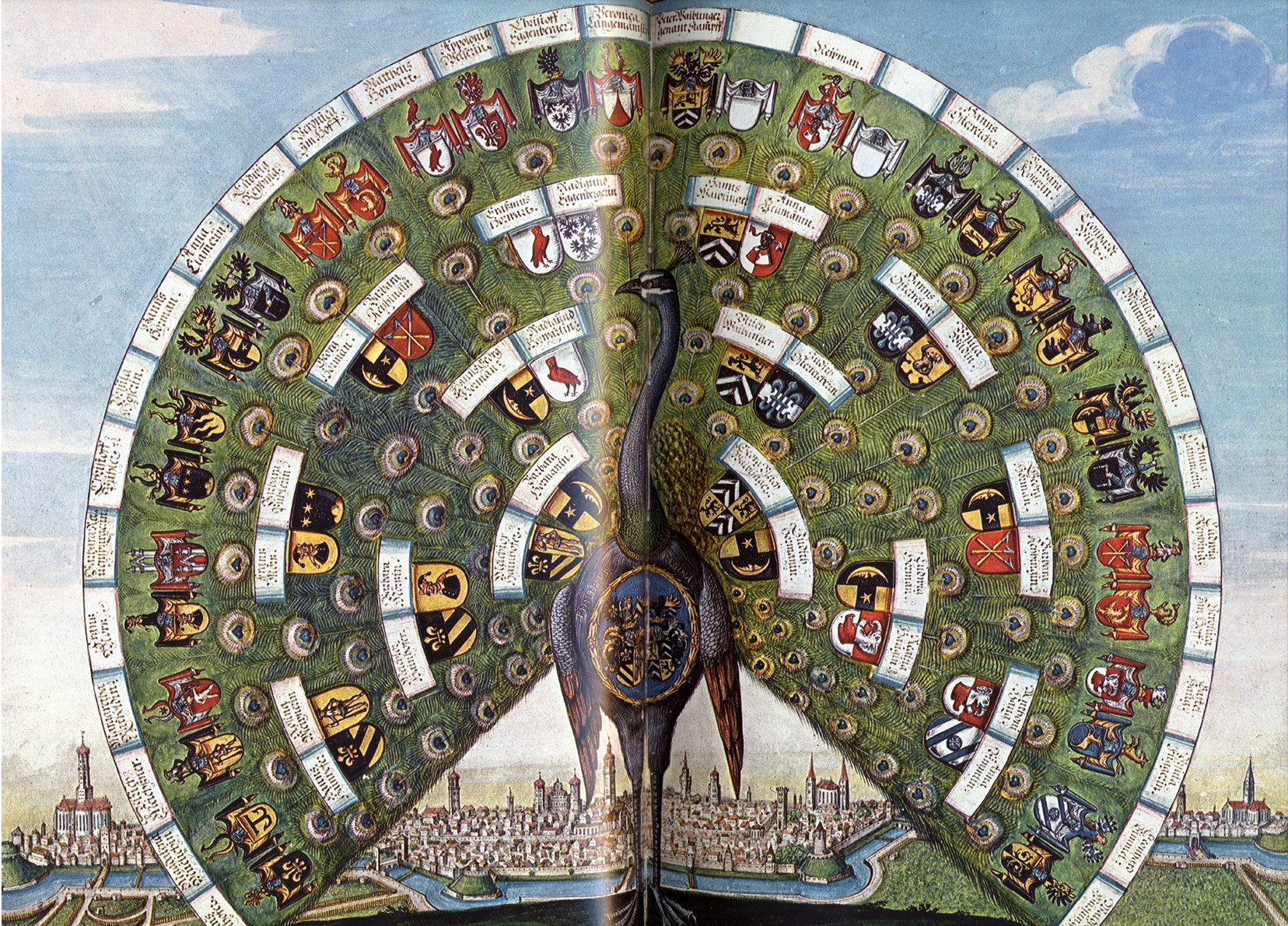
Ahnentafel des Philipp Hainhofer

- Ulrich Hainhofer († nach 1370)
  - Ulrich Hainhofer († nach 1406), Vikar von St. Katharina
  - Sigmund Hainhofer; ⚭ Afra Rathold
    - Hans Hainhofer († 1494/95); ⚭ NN Müelich
      - Georg Hainhofer († 1547); ⚭ NN Geyrhos
        - Abraham Hainhofer; ⚭ NN Diefstetter

      - Hans Hainhofer (1460–1528); ⚭ Rosina Meixner
        - Melchior Hainhofer (1500–1577); ⚭ NN
          - Matthäus Hainhofer (1532–1601); ⚭ Magdalena Freer
            - Melchior Hainhofer (1560–1626); 1.⚭ Philippina Rembold; 2.⚭ Eleonora Langenmantel

          - Melchior Hainhofer (1539–1583); ⚭ Barbara Hörmann
            - Christoph Hainhofer (1565–1616); ⚭ NN Rembold
              - Matthäus Albrecht Hainhofer (* 1598); ⚭ Anna Maria Ehinger

            - Philipp Hainhofer (1578–1647); ⚭ Regina Waiblinger
              - Georg Ulrich Hainhofer (1614–1659)

            - Hieronymus Hainhofer (1579–1632); ⚭ Maria Heinzlin
              - Hieronymus Hainhofer (1611–1684); ⚭ Susanna d´Asnoi

        - Hans Hainhofer (* 1508); ⚭ NN
        - Balthasar Hainhofer (1512–1564); ⚭ NN Lederer
          - Hans Hainhofer (1552–1597); ⚭ NN Mayr

      - Sigmund Hainhofer; ⚭ NN Weyer